# Општина Станчени (Муреш)
Станчени (рум. Stânceni) општина је у Румунији у округу Муреш.
Oпштина се налази на надморској висини од 648 m.